# Puberté retardée
 Mise en garde médicale
Une puberté retardée ou tardive, aussi appelée retard pubertaire, est un développement absent, anormalement incomplet ou défectueux des caractères sexuels secondaires à l'âge habituel où l'enfant devient pubère, par opposition à la puberté précoce et à l'avance pubertaire.
Le plus souvent, la puberté est retardée de quelques années tout en se déroulant normalement ensuite. On parle alors de retard constitutionnel de croissance et de puberté, ce qui est considéré comme variation courante d'un développement physique sain. Un retard pubertaire peut cependant correspondre à l'interruption, absence ou arrêt précipité et durable de développement normal et être dû à diverses causes, telles que la malnutrition, diverses atypies génétiques et chromosomiques, systémiques, des anomalies du système reproducteur (hypogonadisme) ou une réactivité dysfonctionnelle de l'organisme aux hormones sexuelles.
La puberté est en moyenne décalée en fonction du sexe, elle commence ordinairement quelques années plus tôt chez les filles que chez les garçons. Les symptômes de son retard sont surtout et classiquement l'absence, l'incomplétude ou l'imperfection du développement mammaire et/ou de la ménarche chez les adolescentes, de l'augmentation du volume testiculaire pour ce qui est de l'adolescence masculine.
Le défaut de développement testiculaire (adrénarche) indique une puberté tardive chez le garçon vers 13 à 14 ans.
Les signes habituels de la thélarche sont généralement présents chez la fille à 12 ou 13 ans, et elle commence normalement à être réglée vers 15 à 16 ans au plus tard.
Le défaut d'émergence du système pileux, en particulier génital, est un autre indicateur pour les deux sexes.
La puberté retardée peut révéler un désordre endocrinien ou une forme d'intersexuation, variation du développement sexuel, chromosomique, comme le syndrome de Turner ou le syndrome de Klinefelter.
Il est conseillé de réaliser un bilan médical explorant les diverses dimensions hypothétiquement explicatives, mais, le plus souvent, aucune cause n'est identifiée. Des traitements peuvent déclencher la puberté et potentiellement la fertilité dans certains cas sérieux de désordre du développement sexuel.